# Quercus monimotricha
Quercus monimotricha — вид рослин з родини букових (Fagaceae); поширений у південно-східній Азії.

## Опис
Зазвичай 0.2–0.6 м заввишки, може досягати 2 м. Гілочки скручені, коричнево запушені, мутовчасті. Листки 1.2-3.5 см завдовжки, вічнозелені, шкірясті, еліптичні до обернено-яйцюватих; верхівка від тупої до коротко гострої; основа заокруглена або ± серцеподібна; край звивистий, вигнутий, іноді цілий, але частіше зубчастий; спочатку густо волохаті; зверху волосаті, стаючи ± голими, знизу волосаті; ніжка листка волохата, 3 мм завдовжки. Жолудь 1 см завдовжки й 0.8 см у діаметрі, яйцюватий, поодинокий або в парі, чашечка плоска, неглибока; дозріває 2 роки.
Період цвітіння: червень — липень.

## Середовище проживання
Поширений на півдні Китаю, у М'янмі.
Зростає на висотах 2000–4400 м.